# Belgie na Zimních olympijských hrách 1948
Belgie na Zimních olympijských hrách v roce 1948 reprezentovala výprava 11 sportovců (10 mužů a 1 žena) v 4 sportech.

## Medailisté
| Medaile | Jméno                                                  | Sport         | Soutěž            |
| ------- | ------------------------------------------------------ | ------------- | ----------------- |
| Zlato   | Pierre Baugniet Micheline Lannoyová                    | Krasobruslení | Sportovní dvojice |
| Stříbro | Max Houben Freddy Mansveld Jacques Mouvet George Niels | Boby          | Muži čtyřbob      |